# 4-ヒドロキシフェニルピルビン酸
4-ヒドロキシフェニルピルビン酸（4-ヒドロキシフェニルピルビンさん、4-Hydroxyphenylpyruvic acid）は、フェニルアラニンおよびチロシンの代謝中間体の一つ。チロシントランスアミナーゼ（EC 2.6.1.5）によってチロシンから合成され、4-ヒドロキシフェニルピルビン酸ジオキシゲナーゼ（EC 1.13.11.27）によってホモゲンチジン酸に変換される。